# Persicaria virginiana
Persicaria virginiana là một loài thực vật có hoa trong họ Rau răm. Loài này được (L.) Gaertn. miêu tả khoa học đầu tiên năm 1790.